# Kalana (Hiiumaa)
Kalana est un village de la commune de Hiiumaa, situé dans le comté de Hiiu en Estonie.
Il est également connu sous les noms de Dagerort en suédois et Дагерорт en russe.

## Géographie
Le village est situé à l'extrémité occidentale de la péninsule de Kõpu, sur l'île de Hiiumaa.

## Histoire
Avant la réforme administrative d'octobre 2017, Kalana faisait partie de la commune de Hiiu, fusionnée à cette date avec les autres communes de l'île pour former celle de Hiiumaa.

## Démographie
Le 1er janvier 2020, la population s'élevait à 34 habitants.